# Stephomyia rotundifoliorum
Stephomyia rotundifoliorum är en tvåvingeart som beskrevs av Maia 1993. Stephomyia rotundifoliorum ingår i släktet Stephomyia och familjen gallmyggor. Inga underarter finns listade i Catalogue of Life.